# Carl Hafström (ämbetsman)
Carl Gustaf Hafström, född den 17 december 1848 i Göteborg, död den 8 september 1942 i Halmstad, var en svensk ämbetsman.
Hafström blev student vid Uppsala universitet 1868 och avlade examen till rättegångsverken 1873. Han blev vice häradshövding 1877, landskanslist i Göteborgs och Bohus län 1878 och länsnotarie där 1880. Hafström var sekreterare och revisor för handläggningen av ärenden rörande karantänsinrättningen på Känsö 1885–1888 och landssekreterare i Hallands län 1888–1915. Han blev riddare av Nordstjärneorden 1893 och kommendör av andra klassen av samma orden 1906. Hafström vilar på Örgryte gamla kyrkogård.